# Tonus peregrinus
Tonus peregrinus (с лат. — «чужеродный тон», или «блуждающий тон») — особый псалмовый тон, который не входит в восьмитоновый стандартный набор формул, но со времён Средневековья является частью литургической традиции григорианского хорала. Распев на мелодию григорианского tonus peregrinus использовался также лютеранами в магнификате.

## Краткая характеристика

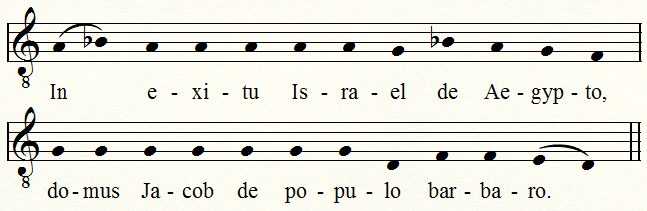
Стандартный tonus peregrinus, по Liber usualis (p.160)

Особенности блуждающего тона — (1) стабильность b-круглого («си-бемоля») в структуре ладового звукоряда; (2) переменный тенор (тон речитации): в первом полустишии тенор A, во втором — тенор G. По мнению ряда учёных, именно эта переменность ладового устоя и объясняет сам термин peregrinus, который впервые встречается в «Прологе к тонарию» Берно из Райхенау (XII века). Древнейшее теоретическое свидетельство о модальной переменности относится к концу IX века. Неизвестный автор трактата Commemoratio brevis de tonis et psalmis modulandis приводит целый ряд антифонов, объединяя их «неправильности» термином «новейший тон» (tonus novissimus). Термин tonus peregrinus по отношению к известной модели псалмового тона (см. нотный пример) установился гораздо позже (в эпоху Возрождения).
Несмотря на стабильность b, tonus peregrinus изначально трактовали как второй или первый тон. Учёные XVI века, обдумывавшие генезис новой (Глареана, Царлино) ладовой теории, объясняли tonus peregrinus как ранний исторический пример эолийского лада (d-эолийский транспонированный).

## Использование
В римско-католическом традиционном богослужении по блуждающему тону стандартно распевался псалом In exitu Israel de Aegypto («По исходе Израиля из Египта»). Выбор tonus peregrinus для текста, описывающего странствие (блуждание) многострадального иудейского народа, возможно, имел риторическое значение. Среди многоголосных обработок (гармонизаций) блуждающего тона — знаменитый мотет Miserere Г. Аллегри.

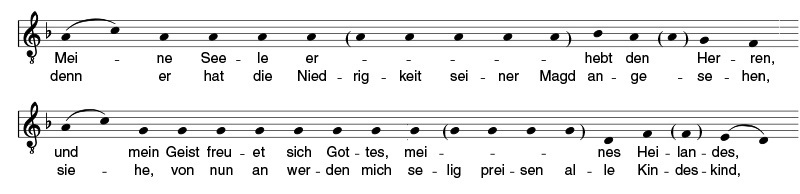
Так называемый «немецкий» магнификат, формулу распева которого использовал И.С. Бах

У лютеран до сих популярен распев на tonus peregrinus магнификата. Именно такой распев трижды использовал Бах в магнификате BWV 243, в кантате Meine Seel' erhebt den Herren BWV 10 (в первой части Chorale) и в 5-голосной органной фуге на магнификат BWV 733.